# Messier 94
Messier 94 (NGC 4736) é uma galáxia espiral localizada a cerca de quatorze milhões e quinhentos mil anos-luz (aproximadamente 4,445 megaparsecs) de distância na direção da constelação dos Cães de Caça. Possui uma magnitude aparente de 8,1, uma declinação de +41º 07' 12" e uma ascensão reta de 12 horas 50 minutos 53,0 segundos.
A galáxia NGC 4736 foi descoberta em 22 de Março de 1781 por Pierre Méchain.

## Descoberta e visualização

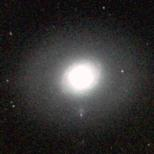
Messier 94, projeto 2MASS

A galáxia espiral foi descoberta pelo astrônomo francês Pierre Méchain em 22 de março de 1781. Após dois dias, seu colega de observatório Charles Messier decidiu observá-la e foi incluída em seu catálogo.

## Características
É uma das galáxias mais próximas ao Grupo Local, grupo galáctico que inclui a Via-Láctea. Seu núcleo é muito brilhante e rodeado por um anel com plena formação estelar, percebida como pontos azuis em astrofotografias coloridas. Em seguida há um anel mais externo, mais amarelada e muito menos brilhante, constituída por estrelas envelhecidas. Em sua periferia também há formação estelar, indicando a existência de duas "ondas de formação", que são raras.
Sua distância em relação à Terra foi estimada em 14,5 milhões de anos-luz, embora as estimativas variem em até 33 milhões de anos-luz. É a galáxia dominante de seu grupo galáctico, o grupo M94, juntamente com Messier 64 e outras galáxias menores. Seu diâmetro aparente de 7 minutos de grau correspondem a um diâmetro real de 30 000 anos-luz.

## Galeria

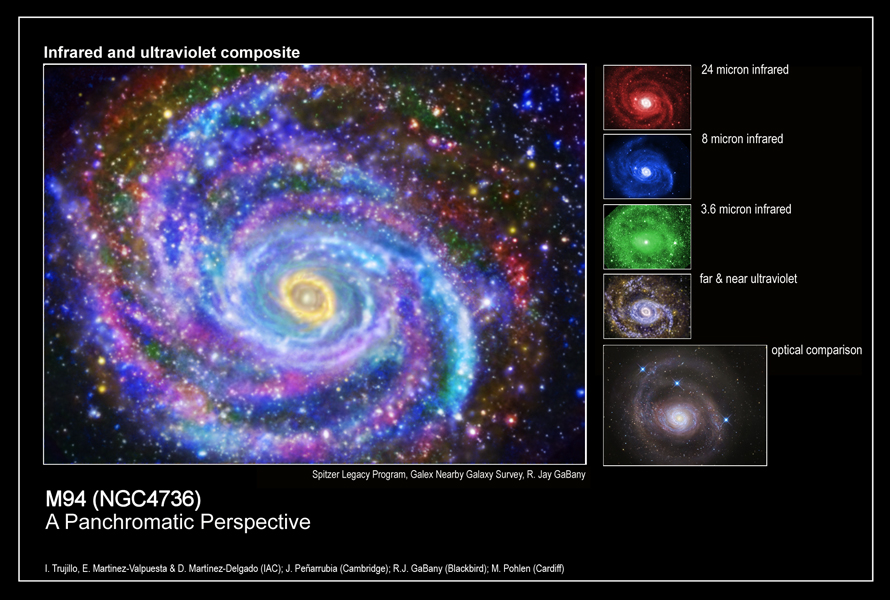
Messier 94, GALEX
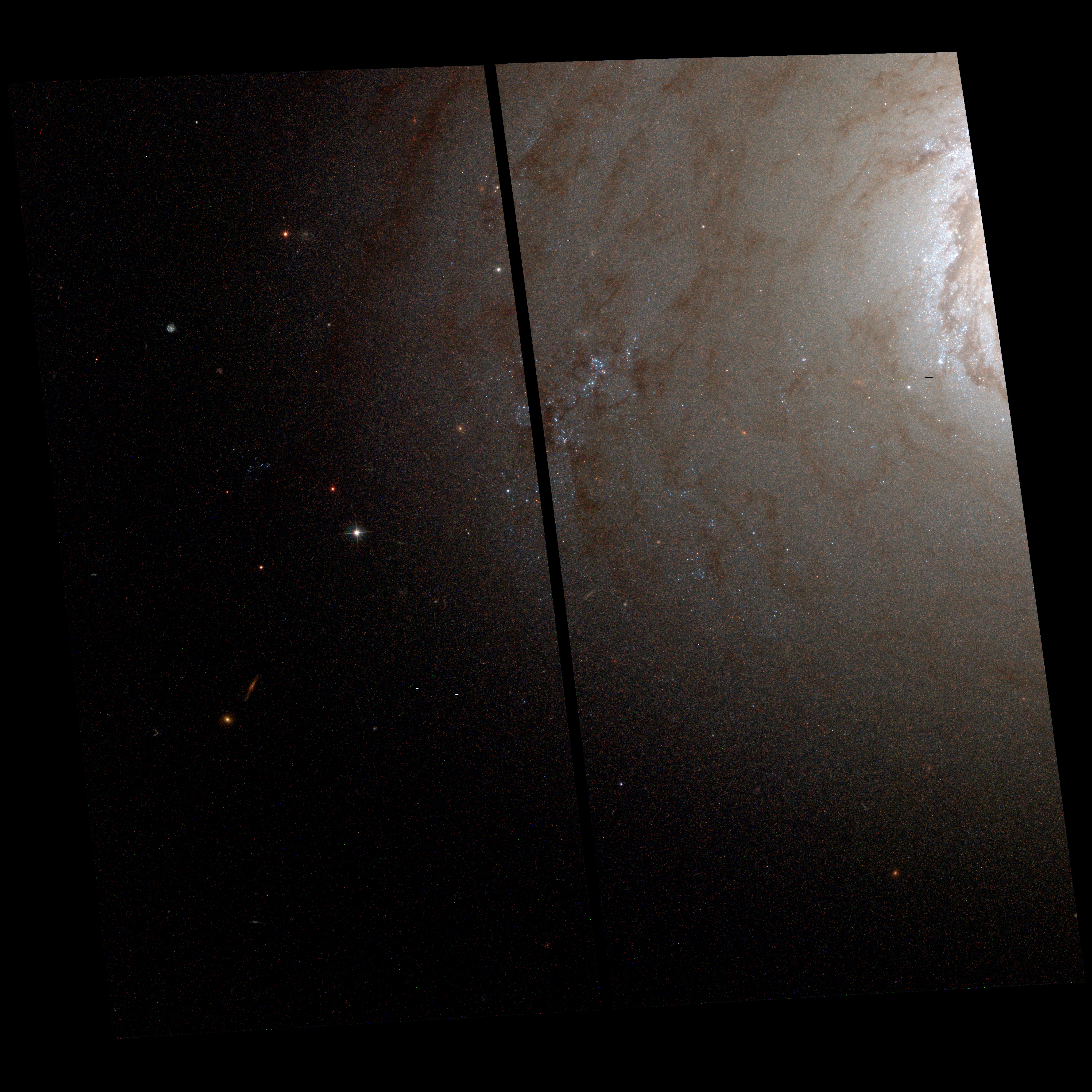
Parte de Messier 94, Telescópio Espacial Hubble